# 죽

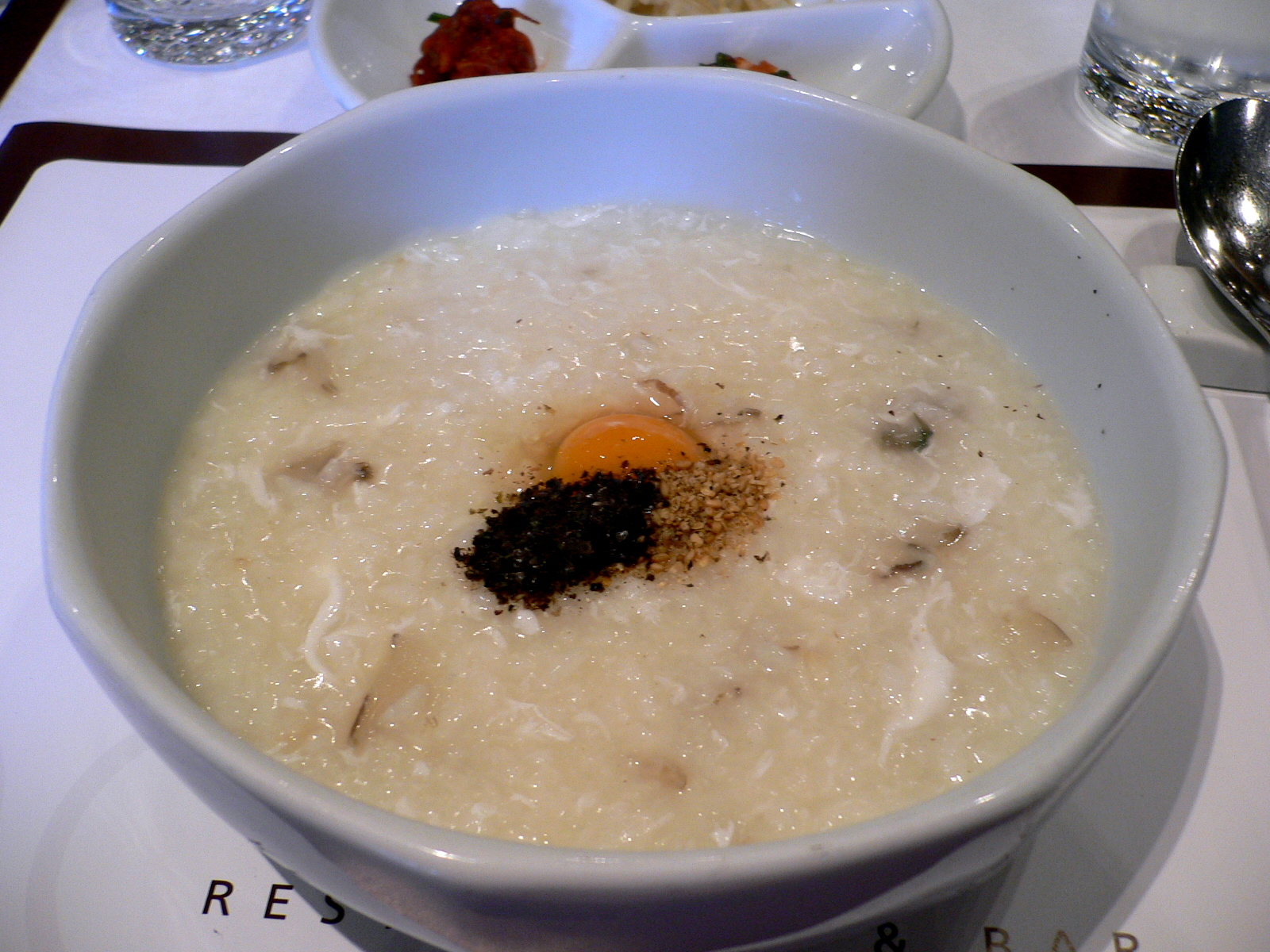
죽

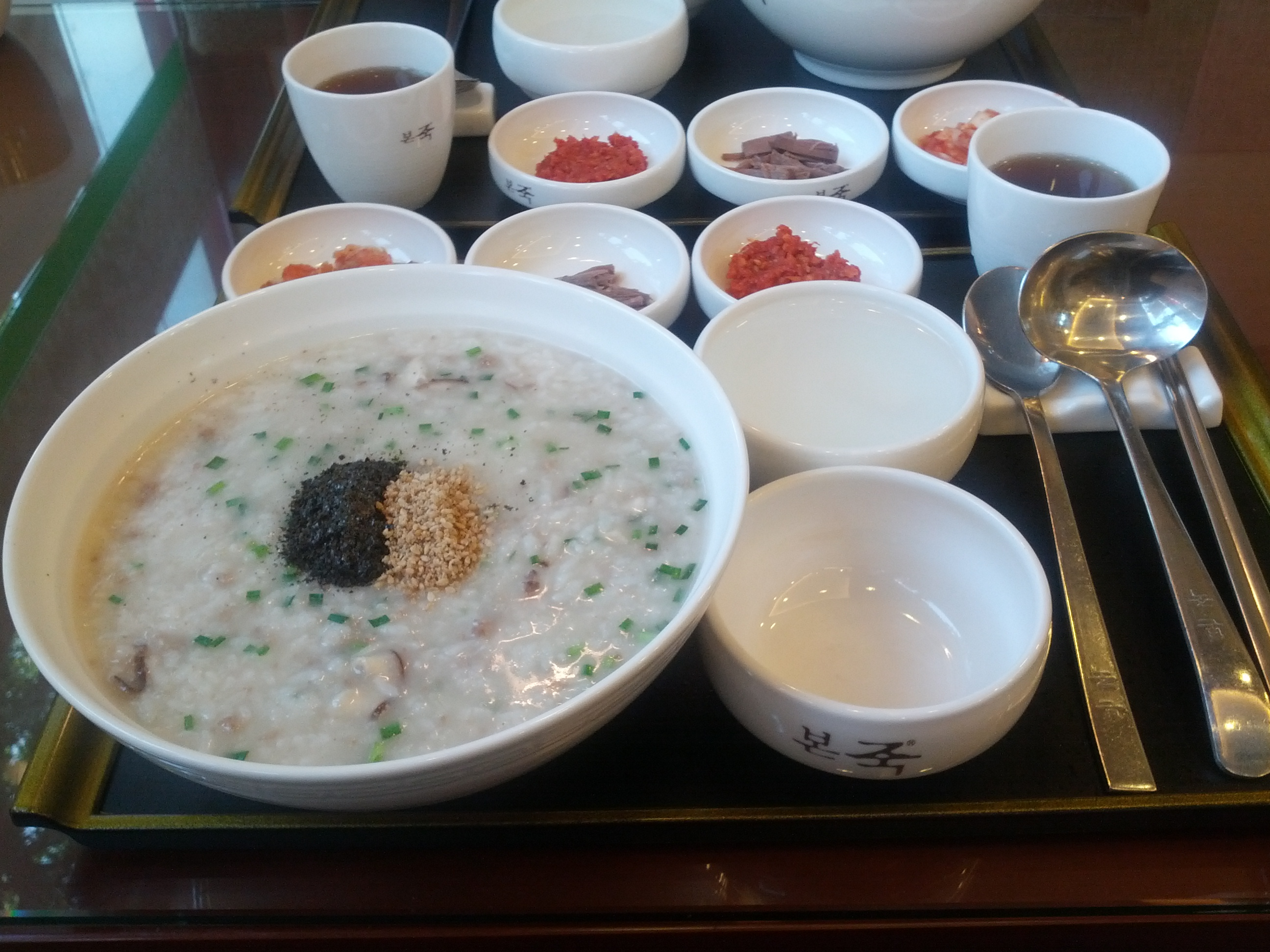
죽

죽(粥)은 곡식을 물에 묽게 풀어 오래 끓여 알갱이가 흠씬 무르게 만든 음식이다. 유럽의 포리지와 비슷하다. 수많은 아시아 국가의 사람들, 주로 밥을 소화시키기 어려운 환자들이 먹는다. 일부 국가의 문화에서 죽은 주로 아침 식사나 저녁 식사로 취급하는 반면 다른 문화에서는 밥을 대체하는 다른 요리로 취급한다.
중국에서는 죽을 저우(중국어: 粥, 병음: zhōu)라고 하고 쌀죽은 시판(중국어 간체자: 稀饭, 정체자: 稀飯, 병음: xī fàn)이라고 부른다.
영어를 사용하는 곳에서는 라이스 콘지(rice congee)라고 말하며 이는 드라비다어족의 낱말 kanji에서 비롯했다는 이야기가 있다.
일부 밥솥에는 죽을 요리할 수 있는 기능이 포함되어 있어 죽을 간편하게 만들 수 있다.

## 종류
일반적으로 죽은 함께 첨가되는 재료에 따라 다양한 형태를 띤다.
주재료가 되는 쌀과 부재료로 첨가되는 재료의 이름을 합쳐 낸다.
- 잣죽: 잣과 쌀을 곱게 갈아 끓인 죽으로 고소한 맛의 영양식이다.
- 전복죽: 전복과 쌀을 넣고 참기름으로 볶아 끓인 귀한 보양식으로, 담백한 맛이 특징이다.
- 호박죽: 호박에 찹쌀가루를 넣고 끓인 죽으로, 약간의 단맛이 나며 콩이나 새알심을 넣기도 한다.
- 흑임자죽: 검은 깨와 쌀을 갈아서 끓인 죽으로 고소하고 부드러우며, 소금이나 설탕을 넣어 먹기도 한다.
- 닭죽: 백숙에 밥을 넣고 끓인 죽으로, 매우 고소하며 영양가도 높은 편이다.
- 팥죽: 동지에 먹는 죽으로 보통 알려져 있다. 이는 붉은 팥이 잡귀를 물리치는 힘이 있다고 생각했기 때문이다. 팥을 삶아 앙금을 만들고 찹쌀로 만든 '옹심이'라고 하는 새알심을 넣어 끓인 것이 보통이다.[3]
- 흰죽: 쌀 혹은 찹쌀 이외의 부재료가 들어가지 않는다. 당근이 빠진 야채죽이라고도 한다.
- 콩죽: 불린 콩을 가루로 만들어 그 가루로 죽을 쒀 먹는다.[4]

## 같이 보기
- 미음
- 응이